# Лісова Ніна Гаврилівна
Ніна Гаврилівна Лісова, до шлюбу Баранова (21 липня 1924, село Аксьоновка Татарського району Новосибірської області, Росія — січень 2021, Кам'янець-Подільський) — українська радянська діячка, новаторка виробництва, старша інженерка відділу експлуатації Хмельницького відділення Південно-Західної залізниці. Депутатка Верховної Ради Української РСР 4-го скликання (1955—1959) та 5-го скликання (1959—1963).

## Біографія
Народилася в родині колгоспників. У 1942 році закінчила Казаткульську середню школу Татарського району Новосибірської області. Заочно закінчивши у 1942 році Куйбишевське педагогічне училище, працювала вчителькою початкових класів у рідному селі Аксьоновці Татарського району Новосибірської області.
1943 року вступила до Дніпропетровського інституту інженерів транспорту (нині Дніпропетровський національний університет залізничного транспорту), який, у зв'язку з війною, перевели до Новосибірська. У 1944 році разом з інститутом переїхала до міста Дніпропетровська. У 1948 році з відзнакою закінчила інститут. Член КПРС.
Після завершення інституту працювала інженеркою залізничної станції Калінінград-сортувальна Калінінградської області РРФСР, потім — в управлінні Вінницької залізниці в місті Вінниці. З 1953 року — старша інженерка технічного сектору відділу експлуатації Хмельницького відділення Південно-Західної залізниці в місті Хмельницькому. З 1963 року — старша помічниця начальника залізничної станції в Кам'янці-Подільському Хмельницької області.
Потім — на пенсії в місті Кам'янці-Подільському.

## Родина
В інституті познайомилася з Олександром Лісовим, з яким одружилася після завершення навчання. У 1963—1985 роках Олександр Лісовий (Лєсовой) працював першим секретарем Кам'янець-Подільського міського комітету КПУ Хмельницької області.
Виховувала двох синів — Анатолія та Володимира.